# Regii înțelepciunii

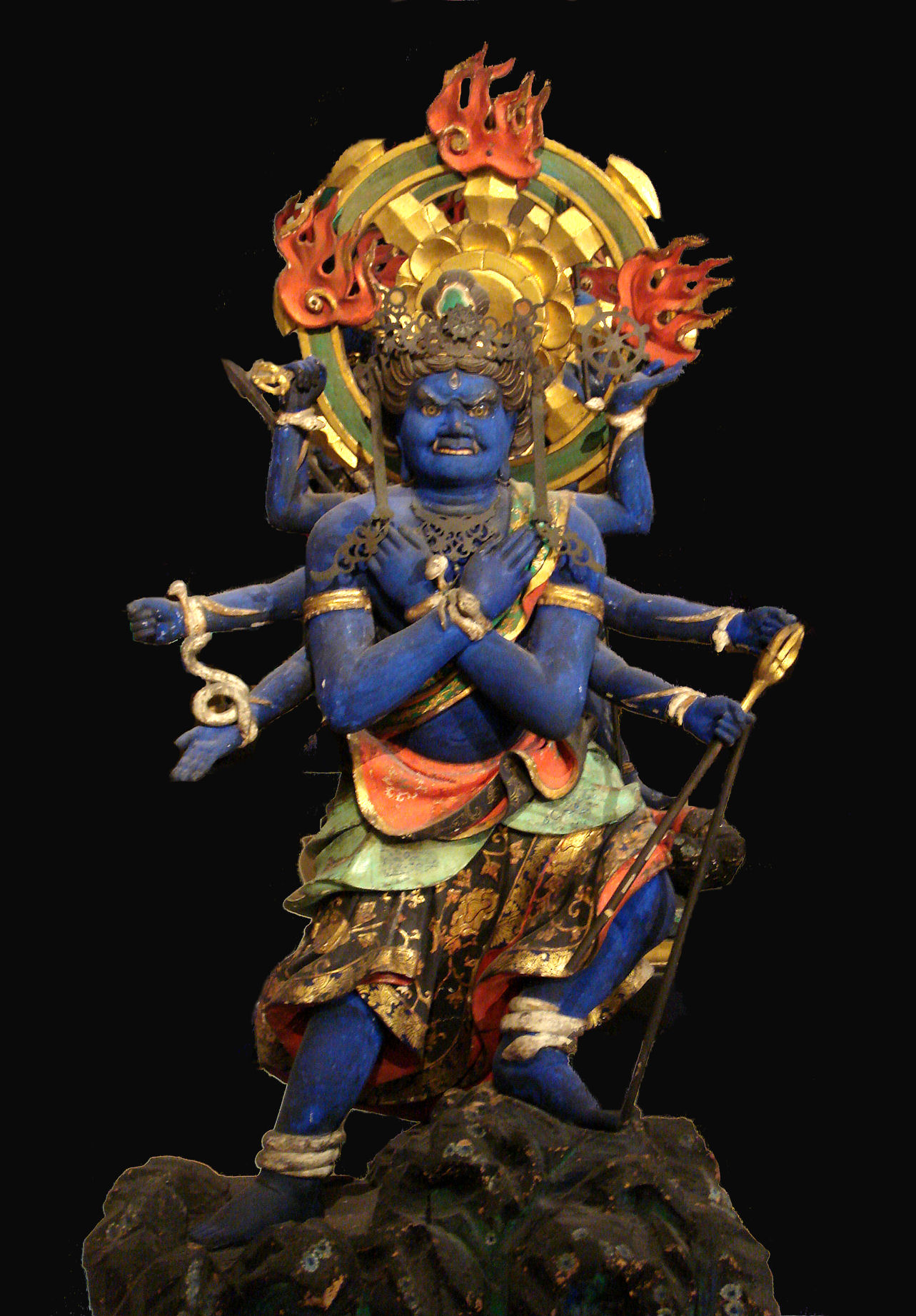
Statuia regelui înțelept Kundali.

Regii înțelepciunii sunt a treia categorie de divinități în panteonul budist, după Buddha și Bodhisattva. Ei nu sunt altceva decât protectori ai budismului și manifestări violente ale lui Buddha și Bodhisattva.
Cei mai importanți dintre acești regi ai înțelepciunii, care sunt și manifestări ale Celor Cinci Buddha ai înțelepciunii sunt:
- Acala (manifestare a lui Vairocana);
- Trailokyavijaya (manifestare a lui Akshobhya);
- Kundali (manifestare a lui Ratnasambhava);
- Yamantaka (manifestare a lui Amitābha);
- Vajrayaksa (manifestare a lui Amoghasiddhi);

De asemenea există și alți regi ai înțelepciuni, manifestări ale acelor bodhisattva. Printre ei se numără Ucchusma, Hayagriva, Ragaraja etc.